# ایش وینرایت
ایش وینرایت (انگلیسی: Ish Wainright؛ زادهٔ ۱۲ سپتامبر ۱۹۹۴) بازیکن بسکتبال اهل ایالات متحده آمریکا است.